# Zaz
Isabelle Geffroy (n. 1 mai 1980, Tours, Franța), cunoscută după numele de scenă Zaz, este o cântăreață și compozitoare franceză. Este renumită pentru hitul „Je veux” de pe primul său album, intitulat Zaz, care a fost lansat la 10 mai 2010.

## Biografie
Mama ei a fost profesoară de spaniolă  și tatăl ei a lucrat la o companie electrică. În 1985 a intrat la Conservatorul din Tours, împreună cu sora și fratele ei, unde a luat cursuri de la  cinci până la unsprezece ani. A studiat teoria muzicii, în special vioara, pianul, chitara și a cântat într-un cor. În 1994 s-a mutat în apropiere de Bordeaux. În 1995 a luat lecții de muzică dar a practicat și sport timp de un an, în Bordeaux. A studiat kung fu cu un antrenor profesionist. În 2000 ea a câștigat o bursă de la consiliul regional, care i-a permis să intre la o școala de muzică modernă (Centrul pentru Informare și Activități Muzicale- CIAM) din Bordeaux . Influențele ei muzicale includ:Cele patru anotimpuri de Vivaldi, cântăreți de jazz, precum Ella Fitzgerald și alți cântăreți, cum ar fi Enrico Macias, Bobby McFerrin, și Richard Bona, precum și influențe africane, latine și de ritmuri cubaneze. În 2006 ea s-a mutat la Paris.

## Cariera muzicală

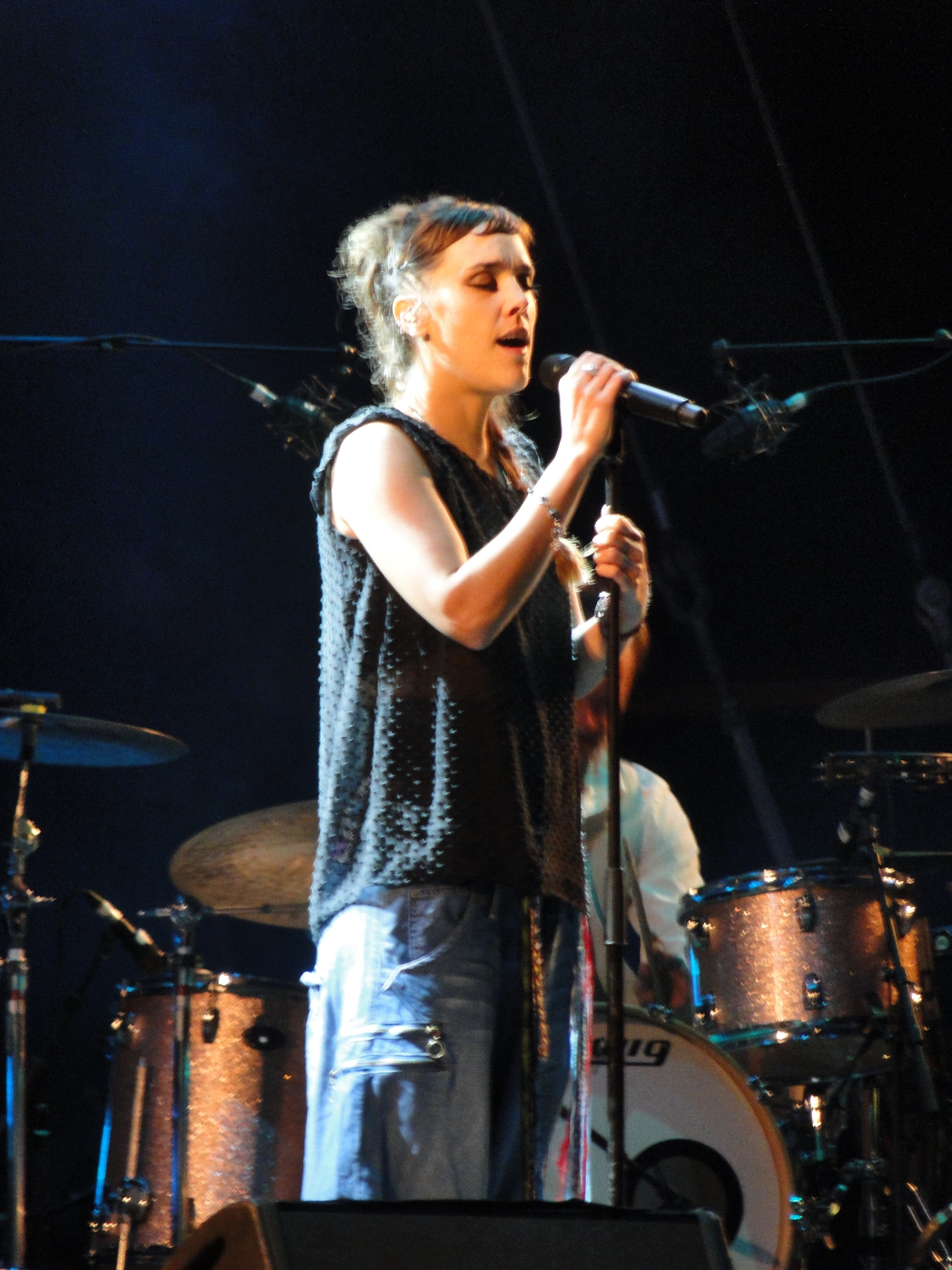
Zaz în Hamburg, 2011

În 2001  ea și-a început cariera cântând în trupa de blues Fifty Fingers. A cântat în grupuri muzicale din Angoulême, mai ales într-un cvintet de jazz. A lucrat în Toulouse la un studio, ca și cântăreață de voce de fundal. Astfel a cântat alături de Maeso, Art Mengo, Vladimir Max, Jean-Pierre Mader, Eduardo Sanguinetti și Serge Guerao.
La 10 mai 2010, Zaz și-a lansat primul album. Acesta conține melodii compuse de ea ("Trop sensible" ) sau la care este  co–autoare  („Les passants”, „Le long de la rout”, „Prends garde à ta langue”, „J'aime à nouveau”, „Ni ni oui non”). Cântăreața Raphaël Haroche i-a scris piesele  "Éblouie par la nuit" , "Port Coton" și "La Fee" . În 2010 , ea a semnat un contract pentru  turnee cu Caramba și  cu Sony ATV.
În 2011 Zaz a câștigat un premiu EBBA. În fiecare an, Premiile Europene Border Breakers (EBBA) recunosc succesul a zece artiști sau grupuri care ajung să fie  cunoscuți de publicul din afara țării, odată cu lansarea primului lor  album  la nivel internațional,  în anul precedent. Tot în anul 2011, s-a alăturat ansamblul de caritate Les Enfoirés . Ea cântă, de asemenea,  melodia " Coeur Volant " pentru coloana sonoră a filmului Hugo, din 2011.
În 2012, Zaz și-a continuat  turneul, a susținut concerte în diferite țări din întreaga lume, inclusiv Japonia , Canada , Germania , Polonia , Elveția , Slovenia, Republica Cehă, Croația , Bulgaria, Serbia și Turcia .
Ea a fost invitată de  mai multe  ori la televiziuni (cum ar fi Taratata sau Chabada) și a fost prezentată în mai multe programe la radio.Duminică 06 octombrie 2013 , Zaz a apărut pe BBC la  One'sThe Andrew Marr Show  din Londra și a cântat "Je veux" live.
Cu albumul Paris a câștigat premiul Echo 2015, pentru cea mai bună cântăreață internațională de rock/pop.

## Discografie

### Albume
| Titlu       | Detalii album                                                    | Poziții | Poziții | Poziții  | Poziții  | Poziții | Poziții | Poziții | Poziții | Poziții | Poziții | Poziții | Poziții | Poziții | Certificări |
| Titlu       | Detalii album                                                    | FRA     | AUT     | BEL (FL) | BEL (WA) | GER     | GRE     | ITA     | POL     | SWI     | NED     | RUS     | CZE     | ESP     | Certificări |
| ----------- | ---------------------------------------------------------------- | ------- | ------- | -------- | -------- | ------- | ------- | ------- | ------- | ------- | ------- | ------- | ------- | ------- | --- |
| ZAZ         | - Lansat: 10 mai 2010 - Label: Play On, Sony Music Entertainment | 1       | 12      | 51       | 1        | 3       | 3       | 19      | 1       | 10      | 56      | 3       | 3       | 93      | - AUT: Platină - BEL: 3× Platină - FRA: Diamant - GER: 2× Platină - POL: 2× Platină - RUS: Platinum - SWI: 2× Platină |
| Recto Verso | - Lansat: 13 mai 2013 - Label: Play On, Sony Music Entertainment | 2       | 4       | 16       | 3        | 2       | —       | —       | 5       | 1       | 73      | —       | 1       | 21      | - AUT: Aur - BEL: Aur - GER: Aur - FRA: Diamant - POL: Aur - SWI: Platină                                             |
| Paris       | - Lansat: 10 noiembrie 2014                                      | 2       | 4       | 8        | 2        | 5       | —       | —       | 9       | 3       | 54      | —       | —       | 38      | - AUT: Aur - FRA: 2× Platină - GER: Aur - POL: Aur - SWI: Aur                                                         |

Altele
- 2014: Recto verso / Zaz (joint re-release of the two albums) (Peak: FR: #64)[27]

### Albume live
| Titlu                   | Detalii album  | Poziții  | Poziții | Poziții | Certificări |
| Titlu                   | Detalii album  | BEL (WA) | FR      | POL     | Certificări |
| ----------------------- | -------------- | -------- | ------- | ------- | ----------- |
| Sans tsu tsou Live Tour | - Lansat: 2011 | 27       | 24      | 17      |             |

### Single-uri
| An   | Titlu                       | Clasament | Clasament | Clasament | Clasament | Clasament | Clasament | Clasament | Album       |
| An   | Titlu                       | AUT       | BEL (FL)  | BEL (WA)  | FR        | GER       | POL       | SUI       | Album       |
| ---- | --------------------------- | --------- | --------- | --------- | --------- | --------- | --------- | --------- | ----------- |
| 2010 | "Je veux"                   | 16        | 34        | 2         | 34        | 22        | 23        | 23        | Zaz         |
| 2010 | "Le long de la route"       | —         | 821       | 16        | 62        | —         | 39        |           | Zaz         |
| 2011 | "La fée"                    | —         | 681       | 7         | 40        | —         | 17        | —         | Zaz         |
| 2011 | "Éblouie par la nuit"       | —         | 671       | 34        | 13        | —         | —         | —         | Zaz         |
| 2013 | "Cette journée"             | —         | —         | 811       | —         | —         | —         | —         | Recto Verso |
| 2013 | "On ira"                    | 74        | 831       | 16        | 12        | 47        | —         | 15        | Recto Verso |
| 2013 | "Comme ci, comme ça"        | —         | 761       | 561       | —         | —         | —         | —         | Recto Verso |
| 2013 | "Si"                        | —         | 861       | 531       | 34        | —         | —         | —         | Recto Verso |
| 2014 | "Gamine"                    | —         | —         | 571       | 169       | —         | —         | —         | Recto Verso |
| 2014 | "Paris sera toujours Paris" | —         | 77        | 71        | 48        | —         | —         | —         | Paris       |
| 2014 | "Sous le ciel de Paris"     | —         | —         | —         | 170       | —         | —         | —         | Paris       |
| 2014 | "Champs Élysées"            | —         | —         | —         | 177       | —         | —         | —         | Paris       |

1 Did not chart on main chart Ultratop, but bubbling under Ultratip Chart, reaching  #32. Added 50 positions to actual Ultratip position for reporting purposes in table.

### Alte piese
| An   | Titlu           | Clasament | Album |
| An   | Titlu           | FR        | Album |
| ---- | --------------- | --------- | ----- |
| 2013 | "Trop sensible" | 52        | Zaz   |
| 2013 | "Belle"         | 136       | —     |